# Triuncidia eupalusalis
Triuncidia eupalusalis là một loài bướm đêm trong họ Crambidae.